# 伊藤秀
伊藤 秀（いとう しゅう、1956年（昭和31年）10月31日 - ）は、日本の実業家。パイロットコーポレーション代表取締役社長。

## 人物・経歴
北海道出身。1979年青山学院大学文学部卒業、パイロット萬年筆（のちのパイロットコーポレーション）入社。2005年海外第一営業部長。2007年執行役員。2009年取締役に昇格。2017年から代表取締役社長を務めている。。